# Dolaylı, Gürpınar
Dolaylı là một xã thuộc thành phố Gürpınar, tỉnh Van, Thổ Nhĩ Kỳ. Dân số thời điểm năm 2011 là 230 người.